# Municipi de Tekom
El municipi de Tekom és un dels 106 municipis de l'estat mexicà de Yucatán. El seu cap municipal és la localitat homònima de Tekom.

## Toponímia
El nom del municipi, Tekom, significa en llengua maia 'lloc de la foia'.

## Límits
El municipi de Tekom, situat a la regió oriental de l'estat de Yucatán, limita al nord amb Valladolid i Cuncunul, al sud amb Chikindzonot, a l'est amb Tixcacalcupul i Chichimilá, i a l'oest amb el municipi de Chankom.

## Dades històriques
- Abans de la conquesta espanyola del Yucatán, el lloc en què hui s'aixeca el poble de Tekom, 'el lloc de la foia', pertanyia a l'antiga província dels Cupules.
- 1662: a partir d'aquest any i durant la colònia s'hi establiren a la regió diverses comandes.
- 1920: l'1 de gener, Tekom s'erigeix en municipi lliure.
- 1957: el 21 de febrer, el municipi de Tekom sofreix una pèrdua de territori en crear-se el municipi lliure de Chikindzonot.

## Economia
La regió municipal de Tekom es troba a l'estat de Yucatán. L'agricultura i la ramaderia són les principals activitats econòmiques. S'hi conrea dacsa, fesols, alguns fruiters, hortalisses i una varietat de vitxos, així com meló d'Alger.
Es cria ramat porcí i principalment boví. També aus de corral.
El cap municipal té fama per l'ordit d'hamaques que ací es realitza i que recolza l'economia municipal.

## Atractius turístics
- Arqueològics: prop de Tekom hi ha vestigis de la cultura maia. Es pensa que Tekom fou una zona de pas usada en les diferents migracions maies.

- Arquitectònics: les esglésies de Sant Pere Apòstol i Sant Francesc, construïdes en l'època colonial espanyola, cap al s. XVII.

- Festes populars: del 20 al 28 de maig s'hi celebra l'anomenada Festa de les hamaques. El 13 de juny es duu a terme la festa en honor de sant Antoni, patró del poble. S'hi s'organitzen les famoses vaqueries.